# Cucullia lorica
Cucullia lorica là một loài bướm đêm trong họ Noctuidae.